# ジョン・ウィリー
ジョン・ウィリー (John Willie 1902年12月9日-1962年8月5日)は、アメリカ合衆国で活躍したフェティッシュカメラマンおよびボンデージアーティスト。本名はジョン・アレクサンダー・スコット・コッツ(John Alexander Scott Coutts) 

## 来歴
シンガポール出身で1930年代までイギリスで育つ。1947年か48年まではオーストラリアで生活しており、絵画の技術を身につけたのもその頃だとされる。1946年から1959年まで発行された「Bizarre（ビザール または ビザーレ）」を主宰し、ニューヨークで話題の人物となった。「Bizarre」はアービング・クロウなどのフェティッシュなカメラマンを生むと同時に、エネグ（ENEG）やスタントン（Eric Stanton）などのボンデージアーティストを輩出した。
彼自身もボンデージマニアとして美麗なイラストストーリーや小説を発表している。その中でももっとも有名なのが「スウィート・グウェンドリン(Sweet Gwendoline)」のシリーズである。正確なデッサンにもとづくこのイラストストーリーは評判となり、多くの派生作品や後継作家を生みだした。
一方で「Bizarre」に寄せられたウィリーの妻の告白文（多分にフェティッシュな内容を含む）がでっち上げであると告訴されるなど、経営に苦しむと同時に、テネシー州から起こったポルノ排斥の動きに押されたうえに、脳腫瘍を患い「Bizarre」をアービング・クロウにまかせ、イギリスに戻り1962年に死亡した。

## 影響
「Bizarre」はノー・ヌード、ノー・セックスを掲げ美しい女性の拘束された写真やイラスト、ストーリーを掲載した。必ずしも裸や性行為をあからさまにしなくてもフェティッシュなエロティシズムを感じることのできる購買層が熱狂、出版側も規制対象となるヌードを外した後にボンデージマグと呼ばれる類いの雑誌を刊行し、ボンデージというジャンルを確立させた。

## ウィリーの嗜好
女性の縛られる姿を好んだウィリーは、数多くのロープワーク解説のイラストを残している。またコルセットなどにより「蜂の胴」とも言われる細く締め上げられたウェストを好み、自筆のコミックでは、最後には胴が消えて無くなるまで細くダイエットする女性の姿がコミカルに描かれている。また、ポニーガールというテーマも好み、「The Magic Island」、「From Girl to Pony」という挿絵入り小説では、馬として使役される女性の姿を描き、同好の士を大いに喜ばせた。

## 作品
- 「Sweet Gwendoline in “The Escape Artist”」1949年から51年
- 「Gwendoline and “The Missing Princess”」1950年から51年
- 「Sir d'Arcy & Wasp Woman」1951年から52年 Bizarre 6から8号に連載
- 「The Diary of French Maid」1954年 Bzarre 13号に掲載
- 「The Magic Island」1951年から53年 Bizarre 4から8号および10号に連載
- 「From Girl to Pony」1953年から1954年 Bizarre 11から12号に連載
- 「“Sweet Gwendoline” and the Race of Gold Cup 」不定期連載のものを1958年に「The Adventure of Sweet Gwendoline」としてグウェンドリンシリーズをまとめて発行